# Kerschbaumer Sattel (Oberösterreich)
Der Kerschbaumer Sattel im Mühlviertel ist ein Bergsattel mit 714 m ü. A. und ein seit Jahrhunderten wichtiger Übergang vom Donauraum in Oberösterreich nach Südböhmen. Er liegt zur Gänze in der Gemeinde Rainbach im Mühlkreis, nördlich des Ortsteils Kerschbaum. Der Sattel bildet die europäische Wasserscheide zwischen Donau und Moldau.

## Geschichte
Bereits in der Bronzezeit wurde ein Saumpfad über diesen Sattel angelegt, was durch entsprechende Funde belegt ist. Im Mittelalter führte ein wichtiger Salzweg (Goldener Steig, Linzer Steig) von Linz über Freistadt nach Budweis über den Sattel. Dieser Weg wurde gewählt, da er wesentlich kürzer war, als der über die 680 m ü. A. liegende Feldaistsenke bei Summerau (Gemeinde Rainbach).
Um 1823 folgte in diesem Bereich die Pferdeeisenbahn Linz-Budweis dem Weg des Salzwegs und südlich des Sattels wurde die wichtigste Haltestelle errichtet, die heute zu einem Museum umgebaut wurde. Der Kerschbaumer Sattel war gleichzeitig der höchste Punkt der Strecke, von der heute 500 Meter wieder befahrbar sind, zwischen dem Ort Kerschbaum und dem Museum.
Heute führt die Mühlviertler Straße (B 310) über den Sattel und die geplante Mühlviertler Schnellstraße (S 10) soll ebenfalls über den Sattel führen.

## Räumliche Zuordnung
In der Literatur der ersten Jahre des 20. Jahrhunderts wird als Kerschbaumer Sattel der rund 25 km breite Bereich zwischen dem Sternstein (1122 m ü. A.) und dem Viehberg (1112 m ü. A.) bezeichnet. Darum galt der Sattel auch als das östlichste Ende des Böhmerwaldes zum Freiwald.
Seit Mitte des 20. Jahrhunderts wird dieser gesamte Bereich als Feldaistsenke bezeichnet und der Kerschbaumer Sattel ist ein Teil dieser Senke. Als Kerschbaumer Sattel bezeichnet wird der Bereich zwischen dem Dorfberg (792 m ü. A.) bei Kerschbaum und dem Leopoldschläger Berg (879 m ü. A.) bei Pramhöf (Gemeinde Leopoldschlag).